# Nissan R383
Chronologie des modèles (1970)
Nissan R382
La Nissan R383 est une voiture de course construite en 1970 par Nissan pour participer au Grand Prix du japon la même année. Remplaçant la Nissan R382, elle sera le dernier prototype d’endurance construite par Nissan jusqu'au milieu des années 1980.

## Développement
Souhaitant développer encore plus loin la formule gagnante de la R382, la R383 emprunte de nombreux éléments des voitures de CanAm courant en Groupe 7 en Amérique du Nord. Le R383 conservait le moteur V12 GRX-3 de 5 954 cm3 de la R382, mais dans une version améliorée développant 700 ch.

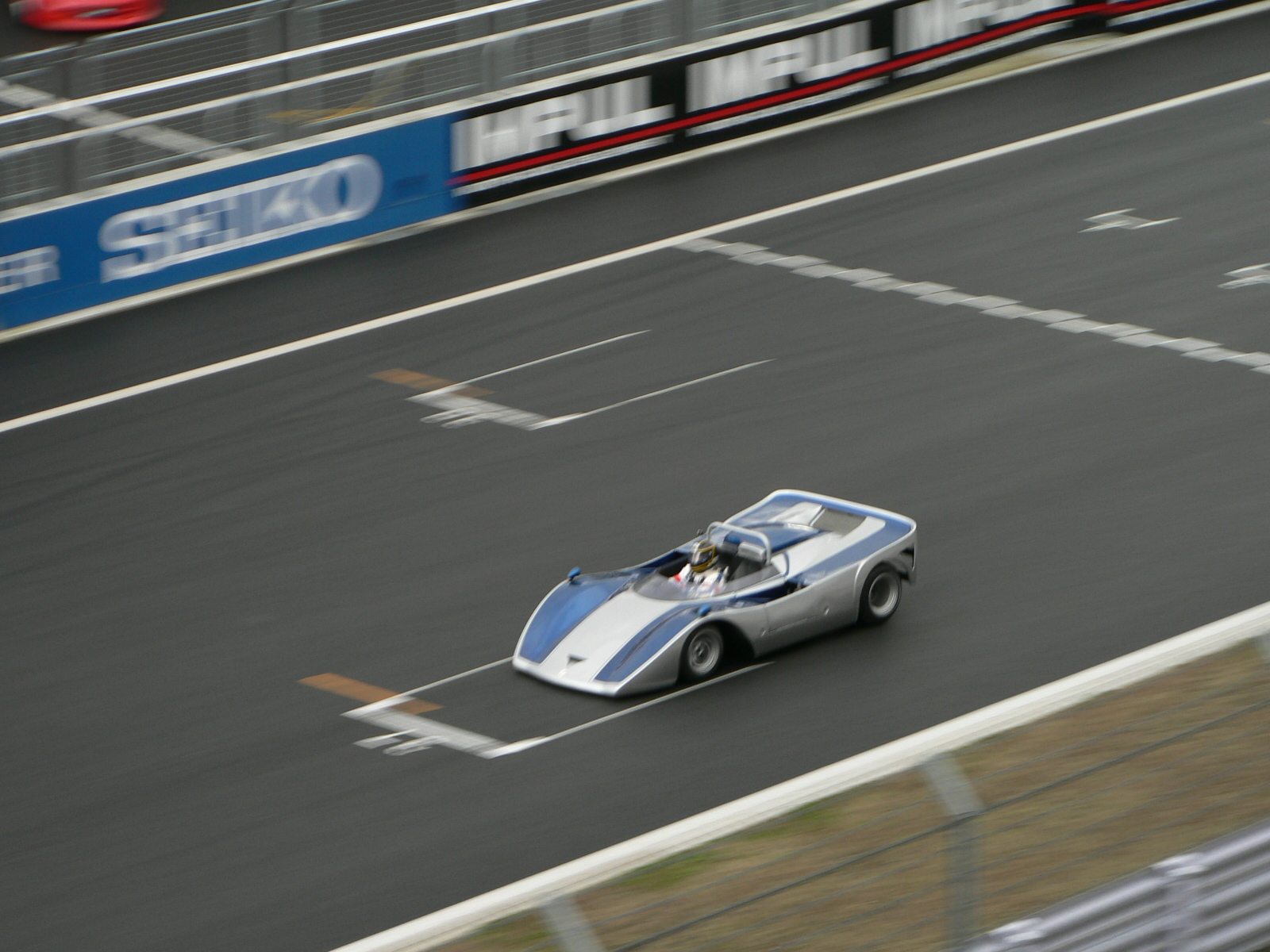

Nissan se concentra aussi sur l'aérodynamique en particulier sur l'appui que la voiture serait en mesure de créer. La prise d'air dans le nez de la R382 fut retirée, laissant la surface frontale de la R383 lisse. Cela signifie que les radiateurs furent déplacés sur les côtés de la voiture, avec de grandes entrées d'air placés dans les portes. La prise d'air pour le moteur V12 fut également repensée, elle fut placée en dessous de l'arceau de sécurité afin de permettre à l'air d'atteindre plus facilement l'aileron arrière, mais aussi légèrement décalée par rapport à l'habitacle afin d'éviter que le casque du pilote ne bloque la prise d'air.

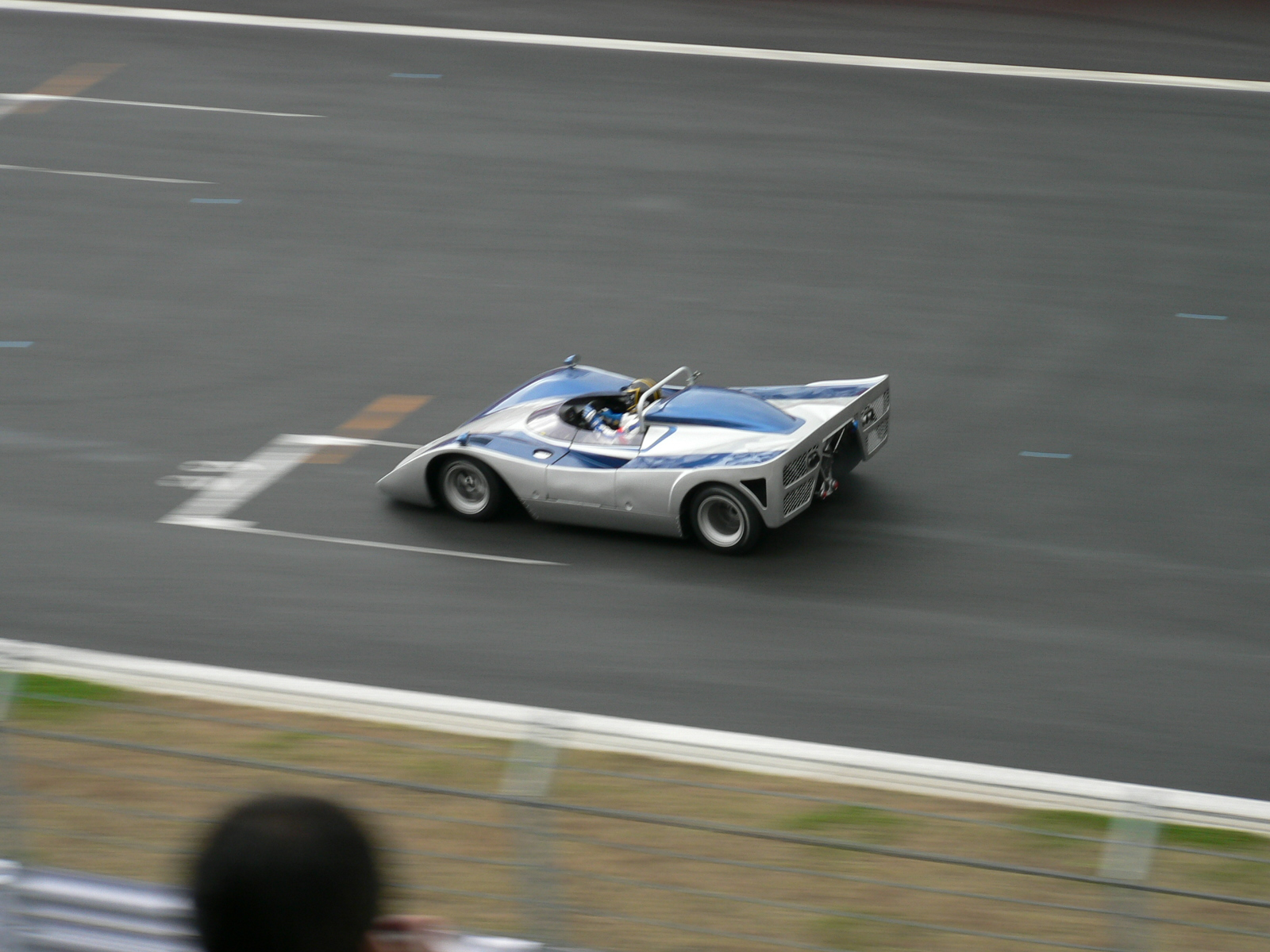

Le R383 a également été testé avec un turbocompresseur, ce qui permit d'atteindre une puissance de 900 ch.

## Histoire en course
La R383 devait être engagé à l’édition 1970 du Grand Prix du japon, contre la forte concurrence de Porsche, Toyota, Isuzu, et d'autres. Cependant, la course fut annulée par la Japanese Automobile Federation (JAF), laissant la R383 sans course. Nissan annula le programme R380 peu de temps après, la R383 ne courut donc jamais.
En 2006, Nismo restaura une R383 pour l'exposer aux côtés des autres voitures de la série R380 sur de nombreux événements historiques.